# 德正街道
德正街道，是中华人民共和国吉林省长春市南关区下辖的一个乡镇级行政单位。2018年10月成立，位于南四环以东，南三环和博学路以南，飞虹路以西，天富路以北。辖区面积14.2平方公里，辖和悦、飞虹、农大、农场4个社区，人口5.62万人。德正街道办事处驻生态东街与天工路交汇处。
2023年3月17日行政区划调整。调整后，管辖范围为生态大街以东，南三环和博学路以南，飞虹路以西，天富路以北。

## 行政区划
德正街道下辖以下地区：
和悅社區、飛虹社區、農大社區、農場社區。
2023年3月17日行政区划调整后，下辖飞虹、农大、农场、天工4个社区。